# Ludwig Heinrich Bachoff von Echt
Ludwig Heinrich rigsfriherre Bachoff von Echt (født 16. marts 1725, død 16. maj 1792) var en dansk diplomat, bror til Johann Friedrich Bachoff von Echt.
Han tilhørte en meget gammel limburgsk adelsslægt, hvoraf en gren tidligt nedsatte sig i Køln, men på grund af overgang til protestantismen måtte forlade denne by og søge et nyt hjem i Preussen og Sachsen, hvor den endnu er bosiddende i det altenburgske. I Køln indtog familien en fremragende plads i det rige handelspatriciat, adskillige af dens medlemmer udmærkede sig som videnskabsmænd (retsvidenskab, medicin), og andre kæmpede tappert under Gustav Adolfs og Frederik II's faner.
Han var søn af Johann Friedrich Bachoff von Echt, som af kejseren var udnævnt til rigsfriherre og rigshofråd, og som besad betydelige godser omkring Gotha.
Bachoff von Echt studerede 1742-45 ved universitetet i Leipzig og gik som sin broder i dansk tjeneste. Først var han gesandt i Madrid fra marts 1758 til februar 1760. Derefter akkrediteredes han ved rigsforsamlingen i Regensburg, først som tilforordnet gehejmeråd Joachim Christoph Moltke, hvis datter han havde ægtet 1749, senere som selvstændig minister. I 1768 tog han afsked derfra, men i 1776 indtrådte han på ny i dansk statstjeneste og udnævntes til gesandt i Dresden efter først at være blevet naturaliseret i henhold til indfødsretsloven af 1776. På grund af svagelighed opholdt han sig kun lidet i Dresden, idet han mest levede på broderens gods Romschütz i Sachsen-Altenburg, indtil han 20. februar 1778 tog afsked og bosatte sig på sit gods Dobitschen ved Altenburg. Han blev dansk gehejmeråd og Ridder af Dannebrog. Han var ubetydelig som diplomat, og hans få bidrag til litteraturen har intet værd.
Han var også kendt som salmedigter og udgav 1774 Versuch in geistlichen Oden und Liedern. Passionssalmen "Begleite mich, o Christ, wir gehen etc." er forfattet af ham.